# Сверхдоходность
Сверхдоходность (повышенная доходность, нетипичная доходность) — финансовый показатель, представляющий собой разницу между фактической доходностью ценной бумаги и её ожидаемой доходностью. Сверхдоходность чаще всего возникает в результате «события». Такими событиями могут быть поглощение, объявление о выплате дивидендов, заявление о доходах компании, повышение процентных ставок, судебных исков и тому подобные, которые ведут к нетипичной доходности. Под событиями в финансах обычно подразумеваются информация или происшествия, на которые уже установлены цены на рынке.

## Рынок ценных бумаг
На рынке ценных бумаг, сверхдоходность представляет собой разность между доходностью отдельной акции или портфеля акций и их ожидаемой доходностью за определённый период времени. Для определения ожидаемой доходности в качестве базового показателя для сопоставления используются популярные индексы типа S&P 500 или национальный индекс Nikkei 225. Так, если цена акции выросла на 5 % вследствие некоторого события, которое оказало влияние на неё, в то время как средний рост рынка составил 3 % и бета акции равна 1, то её сверхдоходность будет составлять 2 % (5 % — 3 % = 2 %). Если средний рост рынка выше (после корректировки с учетом беты) отдельно взятой акции, то сверхдоходность будет отрицательной.
```
Сверхдоходность = Фактическая доходность - Ожидаемая доходность
```

## Расчёт
Сверхдоходность рассчитывается по следующей формуле:
{\displaystyle AR_{it}=R_{it}-E(R_{it})}
где:
ARit — сверхдоходность для фирмы i на день t
Rit — фактическая доходность фирмы i на день t
E(Rit) — ожидаемая доходность фирмы i на день t
На практике сверхдоходность стандартизируется с помощью следующей формулы:
{\displaystyle SAR_{it}=AR_{it}/SD_{it}}
где:
SARit — стандартизированная сверхдоходность
SDit — стандартное отклонение норм сверхдоходности
SDit рассчитывается при помощи следующей формулы:
{\displaystyle SD_{it}=[S_{i}^{2}*(1+{\frac {1}{T}}*{\frac {(R_{mt}-R_{m})^{2}}{\textstyle \sum _{t=1}^{T}\displaystyle (R_{mt}-R_{m})^{2}}})]^{0,5}}
где:
Si2 — остаточная дисперсия для фирмы i,
Rmt — доходность индекса рынка ценных бумаг на день t,
Rm — средняя доходность рыночного портфеля за оцениваемый период,
T — количество дней в оцениваемой периоде.

## Кумулятивная сверхдоходность
Кумулятивная сверхдоходность (CAR) представляет собой сумму всех сверхдоходностей. Кумулятивные сверхдоходности как правило рассчитываются за короткий промежуток времени, обычно за день. Это потому, что кумулятивный расчет дневных норм сверхдоходностей может привести к смещенности в результатах оценки.